# Malwida von Meysenbug
Malwida von Meysenburg (28. oktober 1816 i Kassel — 26. april 1903 i Bonn) var en tysk forfatter.
Skønt datter af en minister blev hun 1848 grebet af revolutionens ideer, så hun måtte flygte til London, hvor hun lærte Mazzini og Alexander Herzen at kende og blev opdragerinde for sidstnævntes børn. Mange andre betydelige personligheder, som for eksempel Liszt, Wagner og Nietzsche kom hun til at stå nær i sit lange liv. Siden 1877 levede hun i Rom.
Hendes romaner, for eksempel Phædra er mindre betydelige end hendes for tidshistorien værdifulde Memoiren einer Idealistin (3 bind, 1876), Lebensabend einer Idealistin (1898), Stimmungsbilder aus der Vermächtnis einer alten Frau (1879), Gesammelte Schriften (1922).